# Stethoncus indicator
Stethoncus indicator är en stekelart som beskrevs av Aubert 1965. Stethoncus indicator ingår i släktet Stethoncus och familjen brokparasitsteklar. Inga underarter finns listade i Catalogue of Life.